# Костриця (рід)
Костриця (Festuca) — рід трав'янистих рослин родини тонконогові (Poaceae).

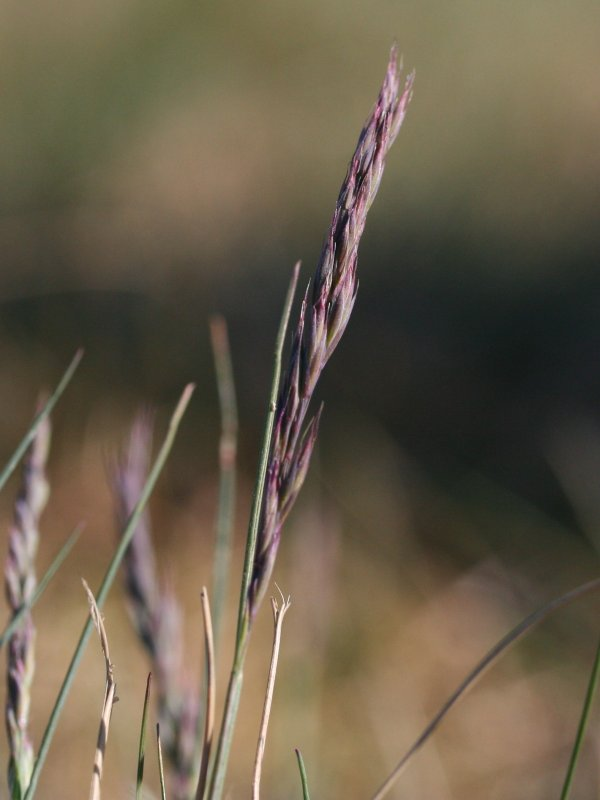
Festuca brevipila

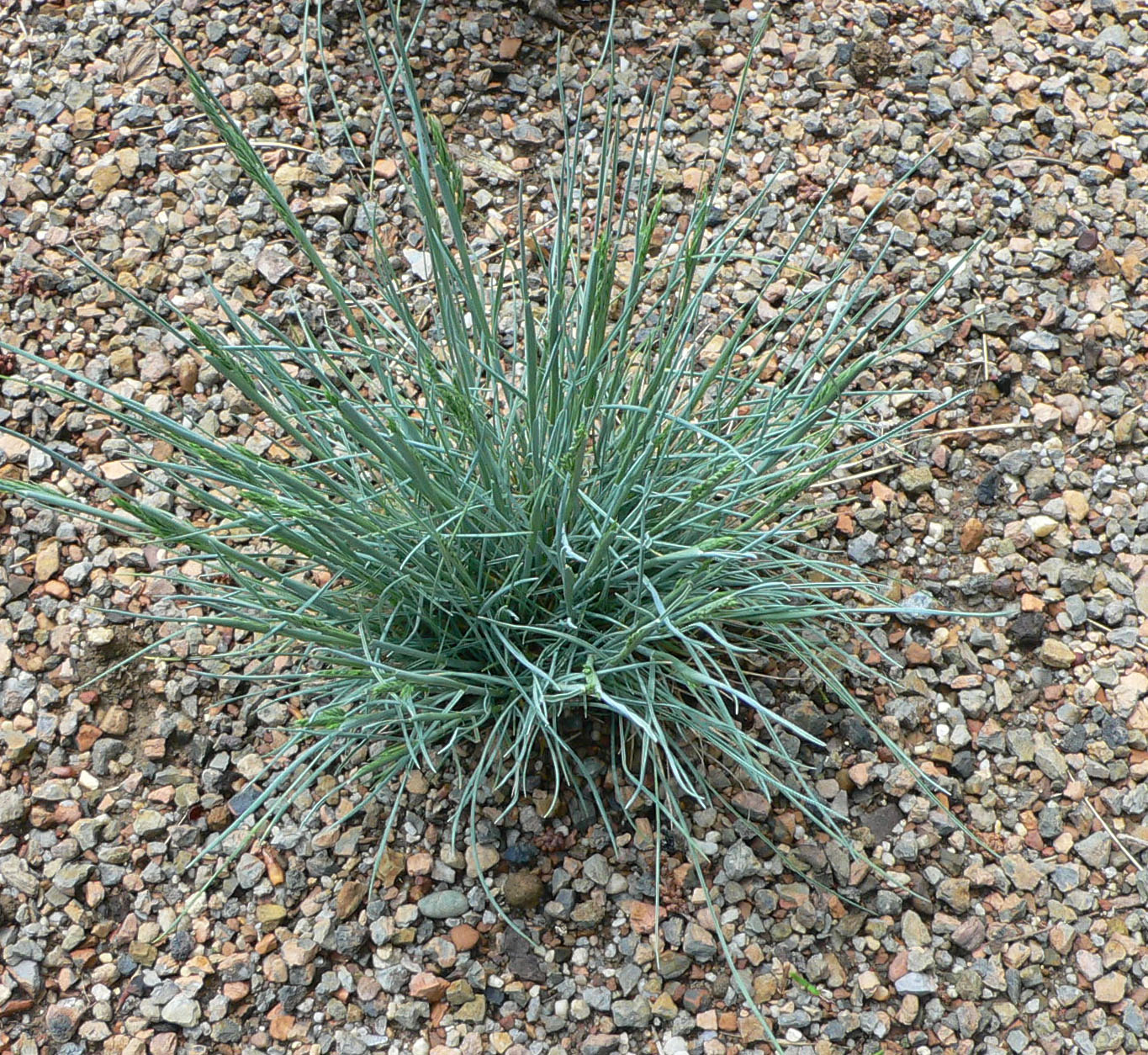
Festuca cinerea

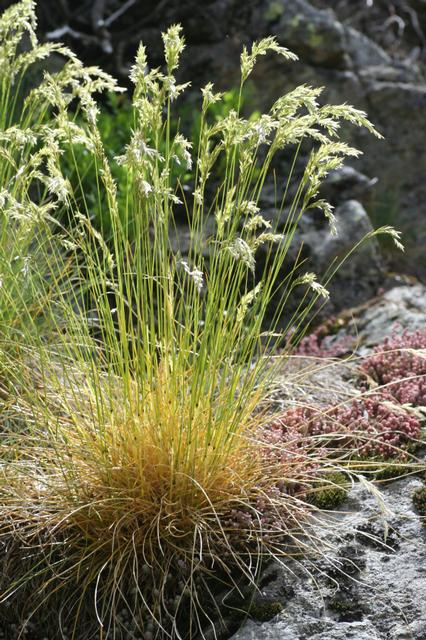
Festuca eskia

Зустрічаються на луках, у лісах. Ростуть у всіх регіонах Землі з холодним, помірним та субтропічним кліматом, а також у гірських районах тропіків.
Пилок костриці є суттєвим алергеном, що викликає поліноз.

## Ботанічний опис
Стебло прямостояче, висотою 10-120 (до 200) см. Рослина утворює підземні повзучі пагони або густі дернини.
Листки лінійні, зазвичай шорсткі або волосисті, рідше голі та гладкі, шириною до 15 мм, часто згорнуті або складені уздовж пластинки.
Суцвіття — розлогі або стислі волоті. Колоски довжиною 5-15 мм, з 2-10 (до 15) квітками, пухкі, на ніжках, з шорсткою, звивистою остю. Тичинок 3, зав'язь обернено-яйцеподібна з двома приймочками.
Зернівка подовгаста, довжиною 2,3-5 мм, на спинці опукла, спереду жолобчаста.

## Значення та використання
Більша частина видів — кормові рослини. Особливо цінною пасовищною та сінокісною рослиною є Костриця лучна (Festuca pratensis), близька до неї Костриця очеретяна (Festuca arundinacea) дає більш грубе сіно, але витримує засоленість ґрунтів. Хорошою пасовищною рослиною є Костриця червона (Festuca rubra).
Костриця лучна та костриця червона також широко використовуються для створення газонів.

## Види
Види, які ростуть на території України:
- Festuca altissima — Костриця найвища
- Festuca apennina — Костриця апеннінська
- Festuca arietina — Костриця бараняча
- Festuca arundinacea — Костриця очеретяна
- Festuca beckeri — Костриця Беккера
- Festuca callieri — Костриця Кальє
- Festuca carpatica — Костриця карпатська
- Festuca drymeja — Костриця гірська
- Festuca fallax — Костриця обманлива
- Festuca gigantea — Костриця велетенська
- Festuca heterophylla — Костриця різнолиста
- Festuca inarmata — Костриця безоста
- Festuca makutrensis — Костриця макутринська
- Festuca multiflora — Костриця багатоквіткова
- Festuca orientalis — Костриця східна
- Festuca ovinaтиповий — Костриця овеча
- Festuca pallens — Костриця бліднувата
- Festuca picta — Костриця мальована
- Festuca polesica — Костриця поліська
- Festuca porcii — Костриця Порціуса
- Festuca pratensis — Костриця лучна
- Festuca pseudodalmatica — Костриця несправжньодалматська
- Festuca pseudovina — Костриця несправжньоовеча
- Festuca rubra — Костриця червона
- Festuca rupicola — Костриця борозниста
- Festuca saxatilis — Костриця скельна
- Festuca supina — Костриця лежача
- Festuca taurica — Костриця таврійська
- Festuca tenuifolia — Костриця тонколиста
- Festuca trachyphylla — Костриця шорстколиста
- Festuca valesiaca — Костриця валійська
- Festuca versicolor — Костриця різнобарвна